# Ingemar Skogö

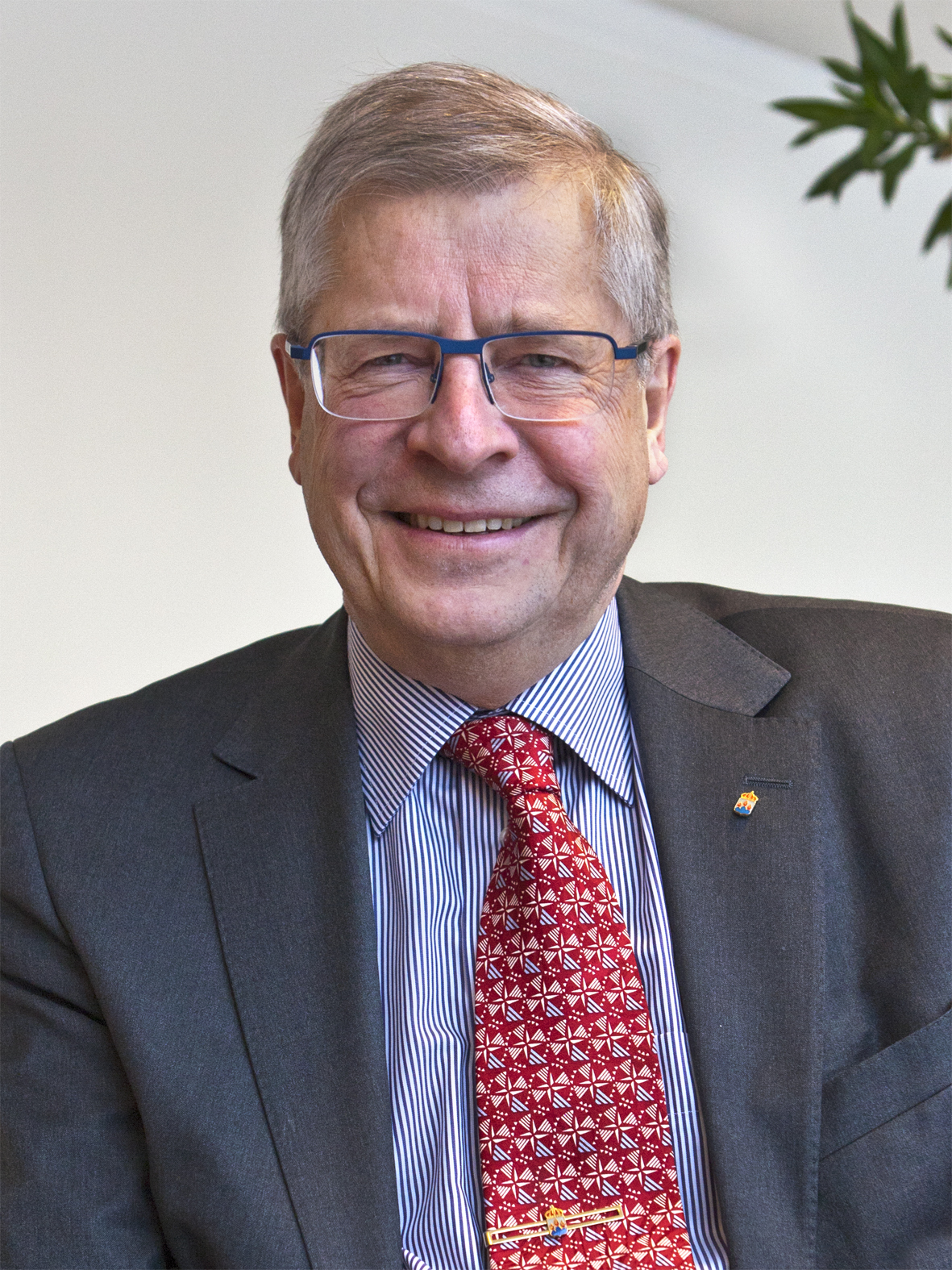
Ingemar Skogö 2013

Ingemar Skogö, född 4 januari 1949 i Tranås, död 28 maj 2019 i Brännkyrka distrikt i Stockholm, var en svensk ämbetsman. Han var mellan 2009 och 2014 landshövding i Västmanlands län.

## Biografi
Skogö hade en civilekonomexamen från Lunds universitet. Han tjänstgjorde därefter på Riksrevisionsverket 1972–1978, på Finansdepartementet 1978–1984 som departementssekreterare och på Industridepartementet 1984–1986 som departementsråd och chef för enheten för energitillförsel.
1986–1990 var han stadsdirektör i Södertälje kommun och 1990–1991 statssekreterare i Kommunikationsdepartementet, då bland annat avtalet om att bygga Öresundsförbindelsen beslutades. Han var därefter generaldirektör för Luftfartsverket 1992–2001 och för Vägverket 2001–2009. År 2009–2014 var Skogö landshövding i Västmanlands län.
Han har varit ordförande i bland annat styrelserna för Öresundsbrokonsortiet under åren som förbindelsen byggdes och togs i drift och för MAX-lab i Lund. Han var ordförande i styrelsen för Swedavia AB från bolagets grundande fram till 2016. Han var även ordförande i Socialstyrelsen, Teologiska Högskolan i Stockholm AB samt ledamot i SIDA och Sensys Gatso AB.[källa behövs]
Skogö genomförde ett antal statliga utredningar.[källa behövs] Han är begravd på Brännkyrka kyrkogård.

## Utmärkelser
- Dannebrogsorden,  2000
- H.M. Konungens medalj i guld av 12:e storleken i Serafimerordens band, januari 2006